# Gilles-François Boulduc
Pour les articles homonymes, voir Boulduc.
Gilles-François Boulduc, né le 10 février 1675 à Paris, où il est mort le 17 janvier 1741, est un chimiste français.

## Biographie
Fils de l'apothicaire et démonstrateur de chimie au Jardin du Roi, Simon Boulduc, il suivit, au sortir du collège, les cours de Régis, qui lui enseigna la physique de Descartes, qui le prépara à celle de la chimie, à laquelle il se consacra. Il suivit également les cours de Saint-Yon, médecin professeur au Collège Royal, ainsi que ceux de son propre père Simon Boulduc, qui y était aussi démonstrateur,.
À l’âge de vingt ans, il fut reçu dans le corps des apothicaires et, quatre ans après, il entrait à l’Académie des Sciences en qualité d’élève. Ses ouvrages consistèrent la plupart en des analyses de différentes substances. Il apprécia bien l’insuffisance de la distillation sèche comme méthode propre à faire connaitre la composition des matières organiques ; aussi recourut-il aux dissolvants dans l’analyse qu’il fit de l’ipécacuanha, de la coloquinte, de la scammonée avant de procéder à la distillation sèche ; mais les opinions de son époque sur les corps élémentaires l’entrainèrent, pour ainsi dire, à des conclusions autres que celles qu’on serait tenté de lui attribuer en le lisant, si on perdait de vue qu’il travaillait surtout pour tirer le meilleur parti possible, en thérapeutique, des produits qu’il obtenait des matières organiques d’usage en médecine. En analysant, par exemple, la rhubarbe, douée à la fois de la propriété astringente et de la propriété purgative, il avait la pensée de concentrer dans des produits isolés au moyen des dissolvants, dans l’un, la propriété astringente, et dans l’autre, la propriété purgative ; mais, après avoir tenté d’y parvenir en soumettant la rhubarbe à l’action de l’eau et de l’alcool, il finissait par soumettre la matière astringente et la matière purgative, séparées l’une de l’autre, à la distillation. Il eut donc idée de traiter les médicaments d’origine organique par les dissolvants, et de rechercher les différences qui pouvaient exister entre l’extrait aqueux et l’extrait alcoolique, ce qui représentait un progrès.
Il n’a guère attaché son nom qu’à huit travaux chimiques, parmi lesquels trois seulement appartiennent à la chimie organique. Il entreprit l’histoire des purgatifs, dont il donna un essai en 1719, sur le concombre sauvage, avec quelques observations sur l’Elaterium de Dioscoride, qui est l’extrait ou le suc épaissi du fruit de cette plante. Il lut la même année à l’Académie une Analyse du frai des grenouilles et celle du chacril, arbre de l’Amérique, que quelques-uns ont donné pour une septième espèce de quinquina. Il a aussi beaucoup travaillé sur les sels, comme sur le sel cathartique d’Espagne, produit par une source à cinq quarts de lieue de Madrid, sur le sel de Dauphiné extrait dans la terre auprès de Grenoble, sur le sel polycreste de Seignette, et sur celui d’Epsom.
Ses recherches sur la nature des eaux minérales l’amenèrent à analyser, en 1716, les nouvelles eaux de Passy, il fit en 1719 celle des eaux de Bourbon-l'Archambault et, en 1735, celle des eaux de la source minérale des Forges, nommée « la Royale », pour la reine, à qui ces eaux avaient été ordonnées par les médecins.
En 1727, il obtint une place d’associé ordinaire à l’Académie, quoique ces fonctions de premier apothicaire du Roi, et ses autres occupations trop multipliées, ne lui permirent guère d’être fort assidu aux assemblées de cette compagnie. Deux ans, plus tard, il obtint la place de démonstrateur de chimie au Jardin du Roi. Un an avant sa mort, il avait obtenu la survivance de premier apothicaire du roi, pour son fils unique, qui n’était alors âgé que de 14 ans.

## Publications
- Mémoire sur le chacril ;
- Mémoire sur le sel polychreste de Seignette ;
- Essai d’analyse des plantes.